# Sørøveri i Caribien
De caribiske sørøvere har i den vestlige kultur fået status som de mest ærketypiske pirater og er ofte skildret på spektakulær vis i bøger, sange, folklore og film. Piratvirksomheden i Caribien fandt i hovedsagen sted fra 1560-erne til 1720-erne, og den mest aktive periode var mellem 1640 og 1690.

## Baggrund for piratvirksomheden
| Citat                              | In an honest Service, there is thin Commons, low Wages, and hard Labour; in this, Plenty and Satiety, Pleasure and Ease, Liberty and Power; and who would not ballance Creditor on this Side, when all the Hazard that is run for it, at worst, is only a sower Look or two at choaking. No, a merry Life and a short one shall be my Motto | Citat |
| Piratkaptajnen Bartholomew Roberts | |       |

Piratvirksomheden i Det caribiske hav opstod som et resultat af større internationale strømninger. Caribien var et centrum for europæisk handel og kolonisering fra slutningen af 1400-tallet. Ved Tordesillas-traktaten af 1494 blev den ikke-europæiske verden med pavelig godkendelse delt mellem Spanien og Portugal langs en nord-sydgående linje 370 leguaer vest for Kap Verde-øerne. Dette gav Spanien kontrol over Amerika, bortset fra en del af Sydamerika som tilfaldt Portugal - den østlige del af det nuværende Brasilien. Fastlandet rundt om Caribien blev koloniseret af spanierne. De vigtigste tidlige bosættelser var Cartagena, Panama, Santiago de Cuba, Puerto Bello og Santo Domingo. Fra de spanske kolonier blev der hentet store mængder ædelmetaller og andre råvarer som for eksempel huder. De store mængder sølv som blev udvundet i kolonierne tiltrak pirater og kapere både i Caribien og på den anden siden af Atlanterhavet. For at bekæmpe denne virksomhed, oprettede den spanske regering et konvoj-system, hvor en transportflåde, en flota, sejlede fra Sevilla (og senere også fra Cádiz) med passagerer, soldater og europæiske varer til de spanske kolonier. Denne last var i hovedsagen ballast, eftersom hovedhensigten med turen var at transportere sølvbarer og sølvmønter tilbage til Europa. Ruten gik sædvanligvis gennem de Små Antiller til havnene på Sydamerikas fastland, så nordover mod Yucatan for at følge Golfstrømmen mod vest til Europa. Disse transporter fik efterhånden tilnavnet "Sølvtoget" og var et særligt eftertragtet bytte for pirater.
Nederlandene og England var generelt fjendtligt indstillet mod spanierne fra 1560-erne, mens franskmændene var ivrige efter at etablere sig som kolonimagt i Caribien. Franskmændene fik da også den første ikke-spanske koloni, St. Augustine, selv om denne var kortlivet. Med hjælp af deres respektive regeringer ignorerede engelske, nederlandske og franske handelsmænd og kolonister alle aftaler om ikke at angribe spansk territorium. Den spanske regering evnede på sin side ikke at kontrollere området militært, hvilket førte til omfattende smugling og kolonisering samt kaper- og piratvirksomhed.
Det spansk-caribiske imperium var i nedgang fra begyndelsen af 1600-tallet. Sølvet havde vist sig at være et tveægget sværd. I Europa havde ædelmetallet kun fungeret som en midlertidig lindring af den økonomiske situationen, og i Caribien havde europæiske sygdomme knækket store dele af den oprindelige befolkning. Det er anslået, at den oprindelige befolkning i Ny Spanien faldt med 96% mellem 1500 og 1600. Den spanske kolonisation var baseret på slavedrevne godser. Efterhånden stagnerede både ekspansionen og tilgangen af arbejdskraft, noget som igen førte til, at tomme landområder let kunne overtages af andre nationer. Efterhånden blev der også lettet på de spanske handelsrestriktioner, og en del havne, som for eksempel Trinidad, blev frihavne for alle nationer.
Efter udbruddet af Trediveårskrigen i 1618, blev den spanske aktivitet i Caribien kraftig reduceret. Den blev nu mere afhængig af slaver fra Afrika, samtidig med at det militære nærvær var minimalt. Det gjorde at andre stater kunne tage sig til rette. St. Kitts blev målet for de første britiske og franske kolonister i øgruppen. Samtidig etablerede England meget lønsomme kolonier på Barbados og Providence Island, som blev et fristed for pirater. I løbet af denne tid opretholdt Spanien en intens kommerciel rute med sine amerikanske besiddelser, hvor vigtige købmænd, der arbejdede som kapere, krydsede Atlanten uafbrudt. Blandt disse skiller Amaro Pargo sig ud, som ofte handlede i Caribien, mens han plyndrede skibe fra den spanske krones fjendemagter. Amaro Pargo boede i ti år i Caribien, nærmere bestemt på øen Cuba, hvor han havde efterkommere. 
Efter krigene i Europa var de fleste af landenes økonomier i dårlig forfatning. Dette gjaldt specielt Spanien, som havde tømt statskassen. Dette gav sig i Caribien udslag i øget indvandring af europæiske flygtninge og et svækket spansk herredømme. De fleste større byer i området var fortsat spanske, mens udkantsøerne nu blev overtaget af andre nationer. Englænderne havde ekspanderet ud over St. Kitts og Barbados, med solide kolonier på Nevis, Antigua, Montserrat og Bermuda. Franskmændene udvidede deres territorier med Guadeloupe, Hispaniola og Martinique, og de holdt også piratbasen Tortuga i en kortere periode, mens nederlænderne holdt Curaçao og Sint Eustatius.
Forholdene i Caribien fortsatte at afspejle de politiske strømninger i Europa. England, Frankrig og Holland gik fra at slås om religion mod Spanien, til at slås med hinanden om økonomiske forhold. Englænderne indførte sanktioner mod hollænderne i 1650-erne, og de to nationer var i krig med hverandre tre gange i de næste årtier. Samtidig førte Ludvig XIV en aggressiv fransk ekspansionspolitik. Det spanske imperium havde en kort renæssance i 1660-erne med øget tilgang af sølv, og det udløste nye krige om de caribiske kolonier. Resultaterne af krigene var, at St. Eustatius skiftede ejer 10 ganger mellem 1664 og 1674, og at de andre koloniers økonomi og udvikling tog skade. Den stadige krigsførelse gik ud over den militære støtte til selve kolonierne, noget piraterne snart drog fordel af. Port Royal på Jamaica blev i denne periode en af de mest kendte pirathavne efter den engelske overtagelse i 1655.
Den europæiske krigsførelse fortsatte til slutningen af 1600-tallet. Imens blev forholdene i Caribien mere afklarede. Kolonierne blev vigtigere for de europæiske magter, og de negative økonomiske virkninger af piratvirksomheden blev tydeligere. Dette førte blandt andet til at englænderne i 1680-erne stationerede en styrke ved Port Royal. Kapervirksomhed blev mindre udbredt, mens jagten på pirater blev optrappet. Dette til trods oprettede spanierne en slags kystvagt bestående af kaperskibe.

## Piraterne
Piraterne som opererede i Caribien i denne epoke inddeles som regel i to grupper; kapere og bukkanerer.
Brug af kaperi som kampmiddel var populært i Caribien i 1500- og 1600-tallet. Private fartøjer blev hvervet som en form for uofficielle flådefartøjer og fik udstedt kaperbrev. Dette brev tillod piratvirksomhed mod fjendtlige mål både på land og til havs, så længe en del af byttet blev overgivet til den stat, som udstedte kaperbrevet. Skibene opererede på egen hånd eller sammen, og gevinsten kunne være enorm. Da sir Francis Drake kaprede det spanske "sølvtog" ved Nombre de Dios (Panamas caribiske havn) i 1573, var hele mandskabet sikret økonomisk for resten af livet. I 1628 kaprede den nederlandske kaper Piet Hein en spansk skude som indbragte 12 millioner gylden for det Nederlandske Vestindiske Kompagni. Muligheden for at tjene store penge på kort tid gjorde kaperfarten til en eftertragtet gesjæft. Rige forretningsmænd eller adelsmænd var mere end villige til at finansiere denne virksomhed mod en andel i udbyttet. Samtidig var salg af varer som blev indbragt en vigtig del af handelen i kolonierne.
De uafhængige caribiske pirater blev kaldt bukkanerer. Bukkaneraktiviteten opstod omkring 1630 og varede til 1730'erne, da piratvirksomheden i Caribien gik på hæld. Bukkanererne var stort set bortrømte fra kolonierne som havde lært sig at overleve af det naturen kunne tilbyde. Navnet kommer fra det franske ordet boucan, som betyder røget kød, og det hentyder til at de tidlige pirater ofte var jægere som røgede kødet fra de vilde køer, som de havde fældet. Bukkanererne havde delvis og uofficiel støtte fra ikke-spanske kolonier. I begyndelsen af 1700-tallet blev deres aktivitet imidlertid ulovlig alle steder og stærkt indskrænket.
Bukkanermiljøerne havde en streng organisation og et stærkt sammenhold. Kaptajnen eller lederen blev demokratisk valgt af mandskabet, og mandskabet havde magt til at få ham afsat. Han måtte være en kæmpende leder og måtte være direkte involveret i kamphandlingerne. Han kunne ikke lede sit mandskab fra tryg afstand. Byttet fra en kapring eller et togt blev fordelt mellem mandskabet. Mandskabet kunne sejle "på kredit", det vil sige uden betaling over en periode, sådan at størrelsen af byttet blev større, før det blev fordelt.

## Afslutningen på piratvirksomheden
Nedgangen i piratvirksomheden i Caribien var som tidligere et resultat af europæisk politik. Tilgangen på lejesoldater aftog, og i Europa blev der etableret stærkere nationale hære. Efter Trediveårskrigen blev statsmagten styrket, al militær aktivitet kom under stærkere kongelig kontrol, og kaperfart blev forbudt. Flåderne blev stærkere og fik til opgave at begrænse piratvirksomheden ved aktivt at forfølge og bekæmpe pirater over hele verden. Piratvirksomheden i de caribiske farvande forsvandt i begyndelsen af 1700-tallet, udfor Vestafrika og Nordamerikas kyster i 1710-erne, og i Det Indiske Ocean i 1720-erne. Nordafrikansk piratvirksomhed fra Barbareskstaterne ophørte, da Frankrig erobrede Algeriet i 1830.